# Аппоматтокс (Виргиния)
Аппоматтокс (англ. Appomattox) — город и окружной центр округа Аппоматтокс  в штате Виргиния США. По данным переписи 2020 года, численность населения составляла 1919 человек.

## Население
| 2000 | 2010  | 2010  | 2020  |
| ---- | ----- | ----- | ----- |
| 1761 | ↗2043 | ↘1733 | ↗1919 |